# Église Sainte-Barbe de Coingt
L'église Sainte-Barbe de Coingt est une église située à Coingt, en France.

## Description

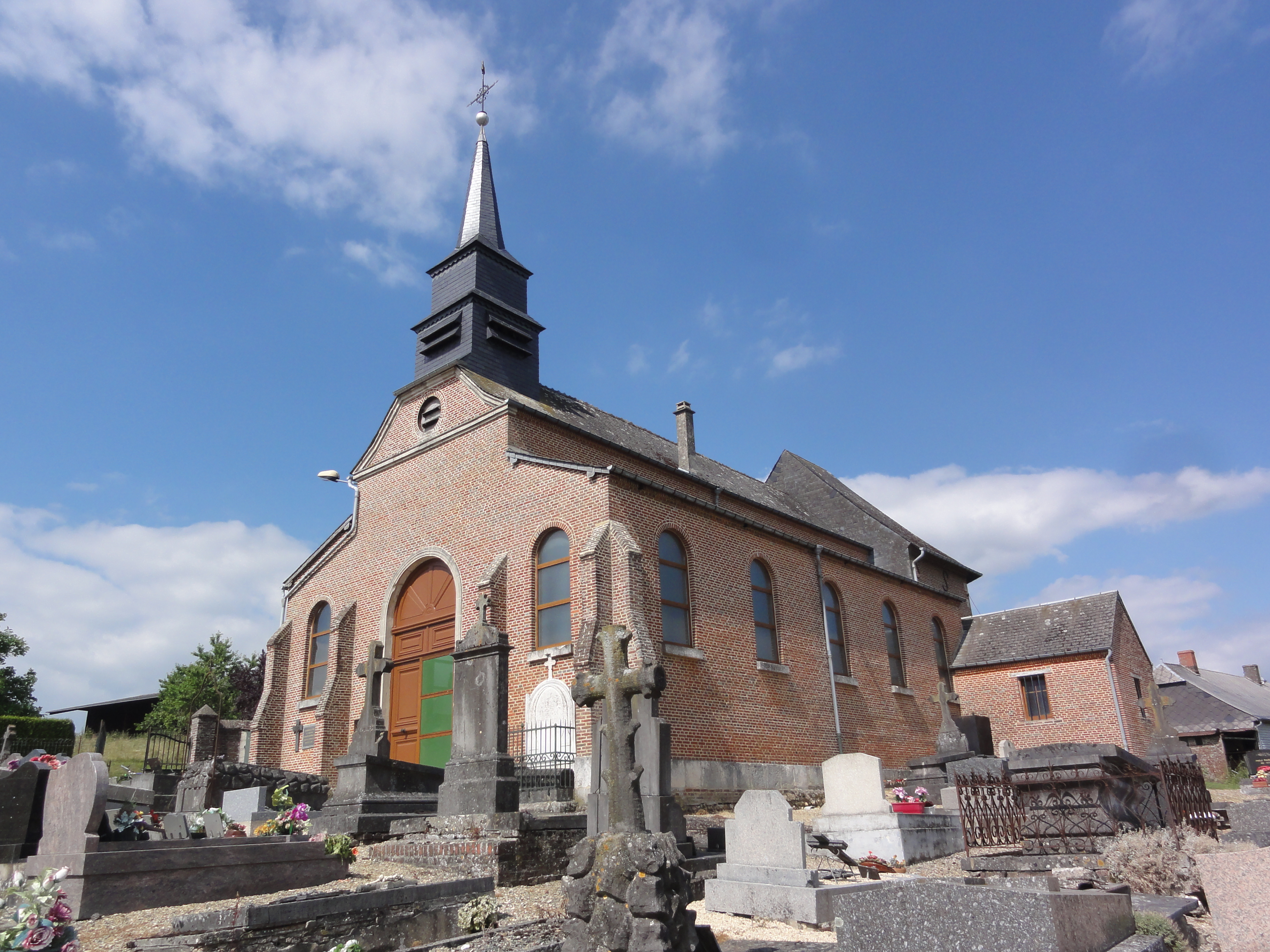
Extérieur, depuis le cimetière
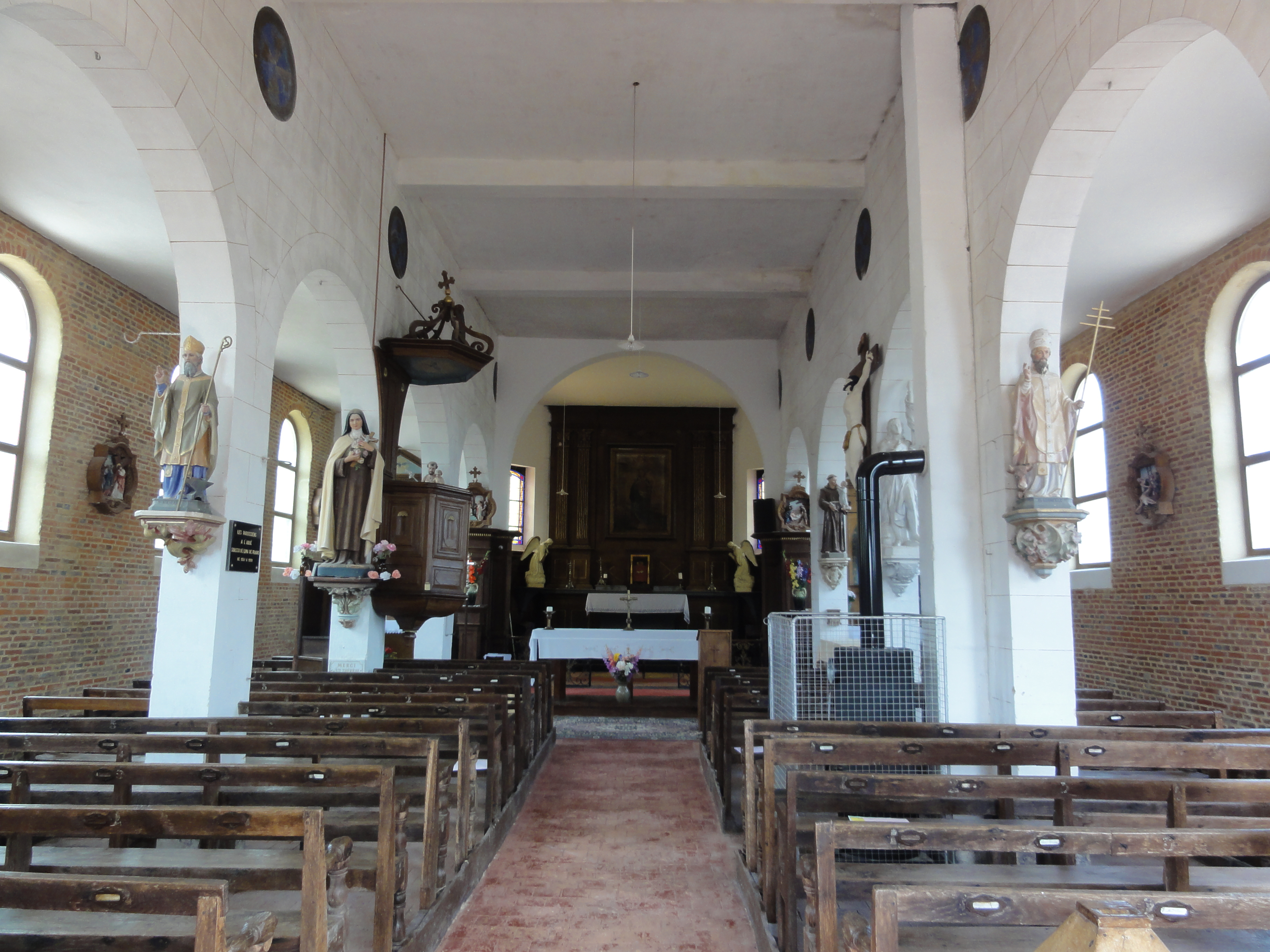
Intérieur, la nef
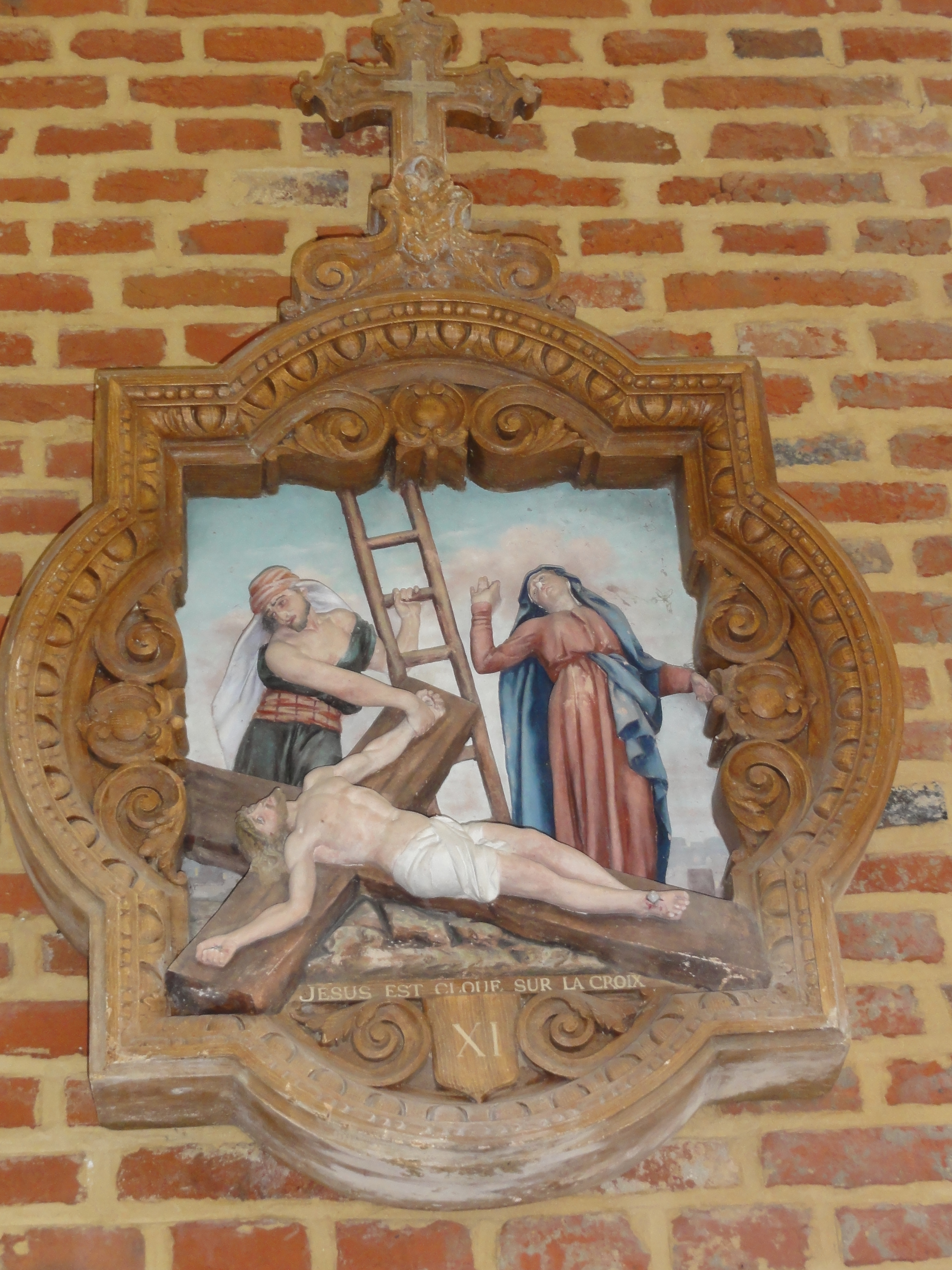
Chemin de croix, station 11

## Localisation
L'église est située sur la commune de Coingt, dans le département de l'Aisne.